# Спекия
Спѐкия (на италиански: Specchia, до 1873 г. Specchia de' Preti, Спекия де' Прети) е малко градче и община в Южна Италия, провинция Лече, регион Пулия. Разположено е на 131 m надморска височина. Населението на общината е 4915 души (към 2011 г.).